# Concepció Oliver i Arazona
Concepció Oliver i Arazona (Barcelona, 1908 - ?) va ser una soprano catalana.
Va començar la seva formació musical amb el tenor Lluís Canalda i després va continuar els seus estudis al Conservatori de Música del Liceu amb Camilla Clerici. Al llarg de la seva carrera, va actuar en diversos teatres i societats filharmòniques tant a Catalunya com a la resta d'Espanya. Entre els anys 1931 i 1934, va fer diverses actuacions al Gran Teatre del Liceu de Barcelona. Durant la Guerra Civil espanyola va formar part de la Companyia Socialitzada d'Òpera que va organitzar-se al Teatre Tívoli de Barcelona. El 13 de juny de 1937 va actuar Tosca al costat d'Hipòlit Lázaro al Teatre Olympia. El 1939 i al costat de Cristóbal Altube i Manuel Gas, va cantar Aida al Teatro Arriaga de Bilbao. El 1941 va fer un recital acompanyada de Concepció Compte on sortia anunciada com a Concepció Oliver de Rubio.
El 14 d'agost de 1945, al teatre Olympia, va intervenir en un gran concert benèfic al costat de Maria Espinalt, Hipòlit Lázaro, Concepció Callao, Maria Lisson, Emili Vendrell, Miquel Mulleras o Raimon Torres.